# 코비 스멀더스
자코바 프랜시스카 마리아 코비 스멀더스(Cobie Smulders, 1982년 4월 3일 ~ )는 캐나다의 배우, 모델이다. 《내가 그녀를 만났을 때》 (2005–2014)의 로빈 셔바스키 역으로 잘 알려져있다. 마블 시네마틱 유니버스의 영화들인 《어벤져스》 (2012), 《캡틴 아메리카: 윈터 솔져》 (2014), 《어벤져스: 에이지 오브 울트론》 (2015), 《어벤져스: 인피니티 워》 (2018)등에서 마리아 힐로도 출연했다.

## 어린 시절
스멀더스는 브리티시컬럼비아 밴쿠버에서 네덜란드인 아버지와 잉글랜드인 어머니의 딸로 태어났다. 그녀는 대고모의 이름을 따 지어졌으며, 대고모에게서 “코비”라는 별명을 얻었다. 스멀더스는 자신을 프랑스어의 “유창한 청자”라고 묘사했다.
스멀더스는 모델 활동을 했는데, 모델 활동이 “약간 싫었다”라며, 그때의 경험이 직업으로서 연기를 추구하는 것에 대해 주저하게 만들었다고 했다:
어린 시절에 스멀더스는 해양 생물학자가 되길 열망했다. 그녀는 그녀의 최종적 직업으로의 전환을 설명하면서, 그녀의 변화에 대해 말하길,
저는 고등학교 내내 연기를 공부했고, 그 뒤에는 모델 활동이 조금 더 기회를 가져다 주었기에 모델 활동을 했어요. 저는 벤쿠버로 돌아와 모델 일을 관두고, 빅토리아 대학교에 등록했어요. 같은 시기 여름에 연기 수업을 들었고 학교로 돌아가는 대신에 1, 2년 유예 기간을 주기로 결정했죠. 저는 항상 학교에 돌아가고 싶었어요. 저는 단시간 수업을 찾았는데, 해양 생물학은 많은 실험 시간이 포함되더라구요.

## 연기 경력

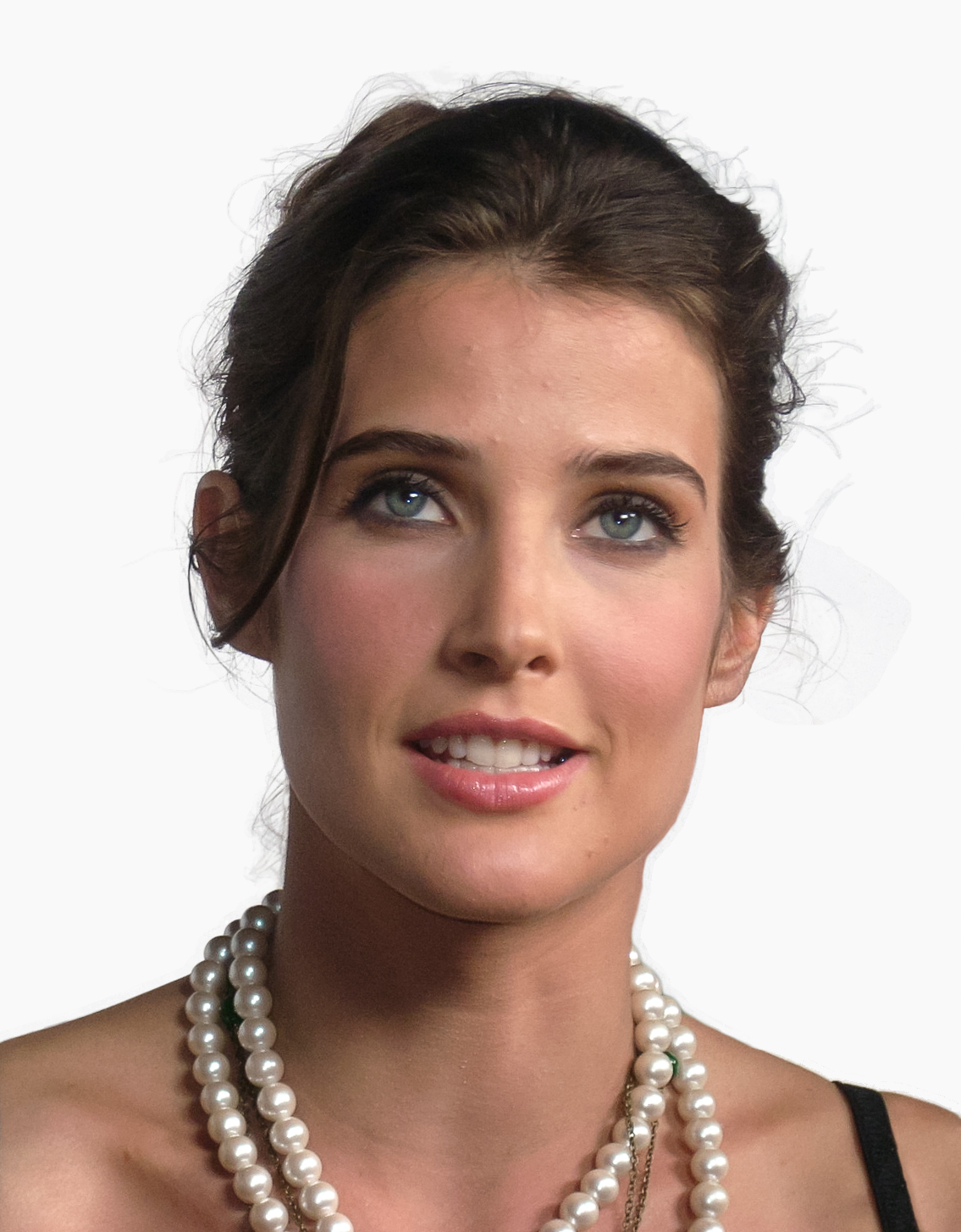
2008년 9월 CBS 코미디 프리미어에서의 스멀더스

스멀더스의 첫 배역은 쇼타임의 공상과학 드라마 《제레미아》의 카메오 역이였으며, 이후로 《엘 워드》의 조연을 포함한 여러 드라마에 출연했다. 그녀의 드라마 첫 정규 배역은 ABC의 《베리타스: 더 퀘스트》이며, 한 시즌만 방영을 했다. 베리타스 캔슬 후, 스멀더스는 2005년에 CBS의 시트콤 《내가 그녀를 만났을 때》에서 텔레비전 리포터 로빈 셔바스키 역으로 캐스팅 됐으며, 9시즌 전체 동안 출연했다.
2010년 6월, 스멀더스는 웨스트사이드 시어터의 《Love, Loss, and What I Wore》에서 오프브로드웨이 데뷔를 했다.
스멀더스는 2012년 영화 《어벤져스》에 마리아 힐 역을 연기했다. 그녀는 해당 배역을 연기하기 위하여 로스엔젤레스 SWAT 팀 훈련관에게 총기들을 다루는 훈련을 받았다. 스멀더스는 텔레비전 드라마 [《[에이전트 오브 쉴드]]》의 두 편 그리고, 영화 《캡틴 아메리카: 윈터 솔져》 (2014), 《어벤져스: 에이지 오브 울트론》 (2015)에 마리아 힐로 재출연했다. 조스 휘던은 원더 우먼 영화의 배역 모집 때 그녀를 원더 우먼 역으로 고려했었다고 말했으며, 그 영화는 제작으로 들어가지는 않았다. 스멀더스는 2014년 애니메이션 영화 《레고 무비》에서 레고 버전의 원더 우먼의 성우를 맡았다. 이는 최초의 원더 우먼 캐릭터가 극장 영화에 등장한 것이였다.
2013년, 스멀더스는 로맨스 영화 《세이프 헤이븐》에서 조연 배역을 가졌다. 그녀는 코미디 드라마 영화 《딜리버리 맨》과 《데이 케임 투게더》에도 출연했다. 2015년 7월 스멀더스가 텔레비전 영화 《컨퍼메이션》 제작에서 빠진 것이 알려졌는데 그녀의 다리가 부러졌기 때문이였다. 조이 리스터존스가 스멀더스의 해리엇 역을 대체했다는 것이 확인되었다.
2016년 그녀는 코미디 드라마 영화 《더 인터벤션》, 그리고 액션 어드벤처 영화 《잭 리처: 네버 고 백》에 출연했다. 2017년에 그녀는 넷플릭스 드라마 《레모니 스니켓의 위험한 대결》에서 조연인 어머니 역을 연기했다.

## 자선 활동
스멀더스는 2014년에 국제 해양 보존 단체 오세아나와 공익광고를 찍었다.

## 사생활
스멀더스는 2009년 1월에 태런 킬럼가 약혼했다. 그들은 2012년 9월 8일 캘리포니아 솔뱅에서 혼인했다. 이 부부는 뉴욕주 뉴욕시에서 거주하고 있다. 그들은 딸 두 명을 두고 있으며, 첫째는 2009년 5월 16일에 태어난 쉘린 (Shaelyn), 둘째는 2015년 1월에 태어났다.
2015년에 스멀더스는 2007년 내가 그녀를 만났을때의 세번째 시즌을 촬영하던 동안인 25세 때 난소암 진단을 받았었다고 밝혔다. 그녀는 난소에 있는 종양 두 개를 제거하기 위해 수술을 받았지만, 암은 림프절로 퍼져, 2년이 넘는 여러 과정의 수술을 필요하게 한 결과를 낳았다.

## 출연 작품

### 영화
| 연도 | 제목                         | 원제                                | 배역                        | 참고       |
| ---- | ---------------------------- | ----------------------------------- | --------------------------- | ---------- |
| 2004 | 워킹 톨                      | Walking Tall                        | 아이캔디                    |            |
| 2004 | 일 페이티드                  | Ill Fated                           | 메리                        | [ 22 ]     |
| 2005 | 긴 주말                      | The Long Weekend                    | 엘런                        |            |
| 2006 | 탈출                         | Escape                              | 미치광이 여자               | 단편       |
| 2006 | 닥터 미러클스                | Dr. Miracles                        | 피터슨 부인                 | 단편       |
| 2007 | 스톰 어웨이츠                | The Storm Awaits                    | 애너벨라 디로렌조           | 단편       |
| 2009 | 더 슬래민스 새먼             | The Slammin' Salmon                 | 타라                        |            |
| 2012 | 어벤져스                     | The Avengers                        | 마리아 힐                   |            |
| 2012 | 글래스루츠                   | Grassroots                          | 클레어                      |            |
| 2013 | 세이프 헤이븐                | Safe Haven                          | 칼리 조 휘틀리              |            |
| 2013 | 딜리버리 맨                  | Delivery Man                        | 에마                        |            |
| 2014 | 레고 무비                    | The Lego Movie                      | 다이애나 프린스 / 원더 우먼 | 애니메이션 |
| 2014 | 데이 케임 투게더             | They Came Together                  | 티퍼니 앰버 티그펀          |            |
| 2014 | 캡틴 아메리카: 윈터 솔져     | Captain America: The Winter Soldier | 마리아 힐                   |            |
| 2015 | 언익스페티드                 | Unexpected                          | 서맨사 애벗                 | [ 25 ]     |
| 2015 | 피트니스 스캔들              | Results                             | 캣                          |            |
| 2015 | 어벤져스: 에이지 오브 울트론 | Avengers: Age of Ultron             | 마리아 힐                   |            |
| 2016 | 더 인터벤션                  | The Intervention                    | 루비                        |            |
| 2016 | 잭 리처: 네버 고 백          | Jack Reacher: Never Go Back         | 수전 터너                   |            |
| 2017 | 리트랠리, 라이트 비포 아론   | Literally, Right Before Aaron       | 앨리슨                      |            |
| 2017 | 킬링 군터                    | Killing Gunther                     | 리사 매캘라                 |            |
| 2018 | 어벤져스: 인피니티 워        | Avengers: Infinity War              | 마리아 힐                   | 카메오     |
| 2018 | 노엘 카워드 연극 현재의 웃음 | Alright Now                         | 조애나 스카이               |            |
| 2019 | 레고 무비 2                  | The Lego Movie 2: The Second Part   | 원더우먼                    | 애니메이션 |
| 2019 | 어벤져스: 엔드게임           | Avengers: Endgame                   | 마리아 힐                   | 카메오     |
| 2019 | 스파이더맨: 파 프롬 홈       | Spider-Man: Far From Home           | 마리아 힐                   |            |
| 2020 | 시케이다                     | Cicada                              | 소피                        |            |

### 텔레비전
| 연도    | 제목                                   | 원제                                    | 배역                    | 참고                                                            |
| ------- | -------------------------------------- | --------------------------------------- | ----------------------- | --------------------------------------------------------------- |
| 2002    | 스페셜 유닛 2                          | Special Unit 2                          | 조이                    | "The Wish" 에피소드                                             |
| 2002    | 제레미아                               | Jeremiah                                | 데버라                  | "Thieves' Honor" 에피소드                                       |
| 2003    | 트루 콜링                              | Tru Calling                             | 세라 웨브               | "Brother's Keeper" 에피소드                                     |
| 2003    | 베리타스: 더 퀘스트                    | Veritas: The Quest                      | 줄리엣 드로일           | 주연                                                            |
| 2004    | 스몰빌                                 | Smallville                              | 섀넌 벨 / 이브 앤드루스 | "Bound" 에피소드                                                |
| 2005    | 안드로메다                             | Andromeda                               | 질리언 레이드           | 2회분 출연                                                      |
| 2005    | 엘 워드                                | The L Word                              | 리 오스틴               | 4회분 출연                                                      |
| 2005-14 | 내가 그녀를 만났을 때                  | How I Met Your Mother                   | 로빈 셔바츠키           | 주연                                                            |
| 2010    | 하우 투 메이크 잇 인 아메리카          | How to Make It in America               | 헤일리                  | "Pilot" 에피소드                                                |
| 2013-15 | 에이전트 오브 쉴드                     | Agents of S.H.I.E.L.D.                  | 마리아 힐               | 3회분 출연                                                      |
| 2013    | 코미디 뱅! 뱅!                         | Comedy Bang! Bang!                      | 본인                    | "Cobie Smulders Wears a Black & White Strapless Dress" 에피소드 |
| 2015    | 베스트 타임 에버 위드 닐 패트릭 해리스 | Best Time Ever with Neil Patrick Harris | 본인                    | "Tyler Perry" 에피소드                                          |
| 2016    | 애니멀스                               | Animals.                                | 애니                    | "Flies." 에피소드                                               |
| 2017    | 레모니 스니켓의 위험한 대결            | A Series of Unfortunate Events          | 쿼그마이어 부인         | 8회분 출연                                                      |
| 2017    | 네이쳐 캣                              | Nature Cat                              | 네이처 도그             | "Ocean Commotion" 에피소드                                      |
| 2017-19 | 위기의 친구들                          | Friends from College                    | 리사 터너               | 8회분 출연                                                      |
| 2019    | 못말리는 패밀리                        | Arrested Development                    | 루실 블루스             | 3회분 출연                                                      |
| 2019-20 | 스텀프타운                             | Stumptown                               | 덱서드린 패리오스       | 주인공                                                          |
| 2019    | 룸 104                                 | Room 104                                | 메리언 월리스           | "The Specimen Collector" 에피소드                               |
| 2021    | 아메리칸 크라임 스토리                 | Impeachment: American Crime Story       | 앤 콜터                 | 5회분 출연                                                      |
| 2022    | 내가 그녀를 만났을 때                  | How I Met Your Father                   | 로빈 셔바츠키           | "Timing is Everything" 에피소드                                 |
| 2022    | 시크릿 인베이전                        | Secret Invasion                         | 마리아 힐               | 촬영중                                                          |

## 연극
| 연도 | 제목                        | 배역            | 참고                                                |
| ---- | --------------------------- | --------------- | --------------------------------------------------- |
| 2010 | Love, Loss, and What I Wore | 주요 배역       | 2010년 6월 10일 – 2010년 6월 26일 웨스트사이드 극장 |
| 2017 | 현재의 웃음                 | Joanna Lyppiatt | 2017년 4월 5일 – 2017년 7월 2일 세인트 제임스 극장  |

## 수상 및 후보
| 연도 | 상                    | 부문                                              | 작품                  | 결과    |
| ---- | --------------------- | ------------------------------------------------- | --------------------- | ------- |
| 2013 | 엔터테인먼트 위클리상 | 여우조연상 – 코미디 부문                          | 내가 그녀를 만났을 때 | 수상    |
| 2014 | 피플스 초이스상       | TV 부문 인기 여배우상 (앨리슨 해니건과 공동 수상) | 내가 그녀를 만났을 때 | 후보    |
| 2017 | 시어터 월드 어워드    | 시어터 월드 어워드                                | 현재의 웃음           | Honoree |